# Édd
Pour les articles homonymes, voir EDD et Idi.
Édd (ou Idi) est une ville de l'Érythrée, située dans la région du Debub-Keih-Bahri, elle est la capitale du district du Denkalya central. Édd est un port qui se trouve au bord de la mer Rouge. La ville compte en 2004 environ 11 259 habitants.

## Histoire
Au début du XIXe siècle, 'Edd sert de port côtier pour des caravanes. La ville est alors assaillie et incendiées par les « Na'ib » de Massawa qui veulent contrôler l'ensemble du trafic de la région. La ville devient alors soumise à Massawa.
Le 12 septembre 1840, deux commerçants français, Combes et Tamisier, achètent le site d'Édd pour 10 000 F. Ils le revendent 25 000 F au consul de France à Massawa, Alexandre Degoutin en juin 1850. Finalement, c'est le commerçant marseillais Pastré qui le rachète 50 000 F en mars 1857. Aucun de ces « propriétaires » n'y installe d'établissement. Pastré propose ensuite de le vendre au gouvernement français, qui envoie une mission dirigée par Stanislas Russel pour reconnaître le site. Elle choisit finalement d'acheter un autre territoire, Zula à côté de Massawa, au ras Negusse du Tigré. Édd est racheté 5834 livres égyptiennes par le khédive égyptien en 1866. Les Égyptiens occupent alors le site pendant une courte période.
Selon Stanislas Russel, en 1860 Édd compterait de 6 000 à 8 000 habitants
En 1891, le capitaine italien Vittorio Bottego signale l'existence de deux mosquées à Édd, ainsi que la présence de canonnières britanniques.
Au début du XXe siècle, selon l'écrivain Henry de Monfreid, il y aurait deux mosquées et une centaine de maisons. Il précise aussi que « la population d’Eid est presque Somalie » en détaillant une migration « Warsankali » non datée.